# Abraham van Beyeren

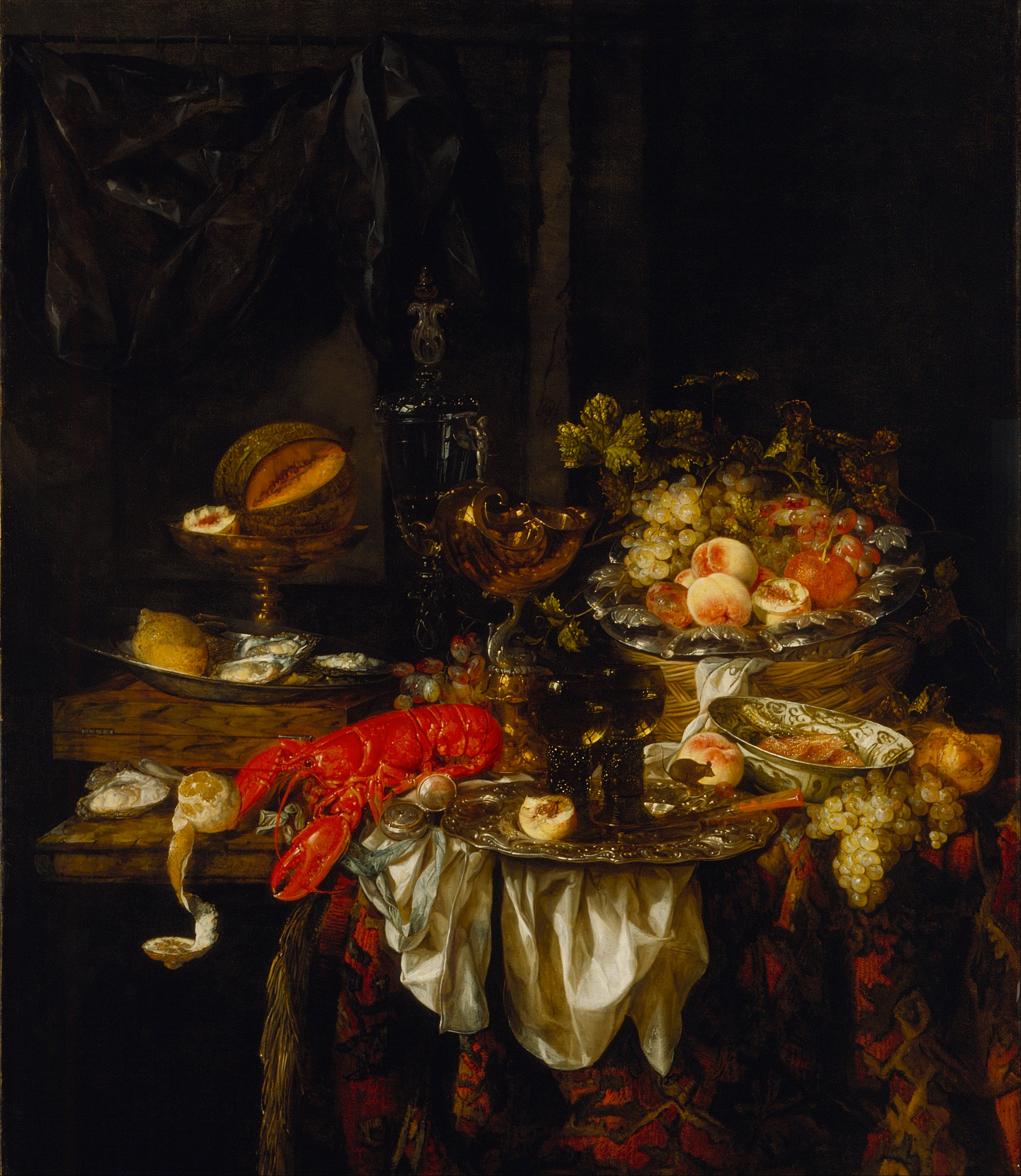
Naturaleza muerta de un banquete con un ratón, 1667, Museo de Arte del Condado de Los Ángeles.

Abraham Hendriksz van Beijeren, conocido como Abraham van Beyeren (1620 La Haya – marzo de 1690 Róterdam) fue un pintor barroco de los Países Bajos. Si bien en su época no fue reconocido, en la actualidad se considera uno de los más grandes pintores de naturalezas muertas.

## Biografía
Van Beyeren vivió en varias ciudades holandesas. Aunque principalmente radicó en La Haya, también vivió en Delft, Ámsterdam, Alkmaar y Gouda. En 1678 finalmente se estableció en Rótterdam, donde murió en 1690. 

## Obra
Desafortunadamente Van Beyeren firmaba sus telas con el monograma AVB y nunca incluía la fecha de la obra. Consecuentemente ha sido difícil compilar una cronología de sus trabajos.
Mientras que en la década de 1640 la mayor parte de las sus pinturas eran paisajes marinos, Van Beyeren comenzó a perfeccionarse como pintor experto de bodegón de los pescados. En los años 1650 y 1660 se centró en la cubertería fina, porcelana china, cristal y selecciones de frutas. También pintó un gran número de bodegones con motivos florales. 
La Academia de Bellas Artes de Viena, el Museo Ashmolean en la Universidad de Oxford, el Museo de arte de Cleveland, el Instituto de Arte de Detroit, el Museo del Louvre, el Museo Metropolitano de Arte son sólo alguno de los lugares públicos en los cuales puede disfrutarse de los trabajos de Abraham van Beyeren.